# فرد كولر
فرد كولر (بالإنجليزية: Fred Koller)‏ هو مغن مؤلف أمريكي، ولد في 5 مارس 1950.

## وصلات خارجية
- فرد كولر على موقع IMDb (الإنجليزية)
- فرد كولر على موقع ميوزك برينز (الإنجليزية)
- فرد كولر على موقع ديسكوغز (الإنجليزية)